# All the Time (canción de Playmen)
«All the time» (en español: «Todo el tiempo») es un sencillo de los djs griegos Playmen en colaboración con la cantante sueco-griega Helena Paparizou, la cantante griega Courtney y el rapero griego RiskyKidd. La canción se presentó por primera vez el 20 de junio de 2012 en la gala de premios de la radio griega MAD. El tema es una versión de la canción de Eddie Murphy Party All the Time. Se puso a la venta en formato de descarga digital el 2 de julio de 2012.

## Listas
| País   | Chart          | Mejor posición |
| ------ | -------------- | -------------- |
| Grecia | Airplay Grecia | 2              |